# Dieter Fromm
Dieter Fromm (* 21. dubna 1948, Bad Langensalza) je bývalý východoněmecký atlet, běžec, který se věnoval středním tratím, zejména půlce, mistr Evropy z roku 1969.
Ve dvaceti letech startoval na olympiádě v Mexiku, kde doběhl ve finále na 800 metrů šestý. V následující sezóně slavil své největší úspěchy – stal se nejprve vítězem v na této trati na Evropských halových hrách a poté v Athénách i mistrem Evropy. Na dalším evropském šampionátu v Helsinkách v roce 1971 vybojoval v této disciplíně stříbrnou medaili. Jeho kariéra skončila náhle v roce 1976, kdy mu během olympiády jiný běžec během závodu vážně zranil achillovku.